# The Infiltrator (film 2016)
The Infiltrator è un film del 2016 diretto da Brad Furman con protagonista Bryan Cranston ispirato alla vera storia di Robert Mazur, agente speciale dello U.S. Customs Service che negli anni ottanta si infiltrò nell'organizzazione criminale del signore della droga colombiano Pablo Escobar per smascherare il sistema di riciclaggio del denaro sporco.

## Trama
L'agente federale Robert Mazur lavora sotto copertura, insieme al collega Emir Abreu e all'agente Kathy Etz, per infiltrarsi nel traffico di droga di Pablo Escobar. Mazur riesce a stringere amicizia con Roberto Alcaino, uomo di fiducia di Escobar.

## Produzione
Le riprese sono iniziate il 23 febbraio 2015 a Londra.

## Distribuzione
Il film è stato presentato in anteprima al Tampa Theatre il 6 luglio 2016 ed è uscito nelle sale statunitensi la settimana successiva, il 13 luglio. In Italia il film è stato distribuito direttamente in streaming il 13 maggio 2017.